# Hamvasd
Hamvasd (németül: Aschau im Burgenland) Felsőlövő településrésze Ausztriában, Burgenland  tartományban, a Felsőőri járásban.

## Fekvése
Felsőőrtől 12 kilométerre, Felsőlövőtől 6 kilométerre északra a Fehér-patak (Tauchenbach) és a Villámosi-patak (Willersbach) közötti dombnyúlványon fekszik. Keletre egy kisebb hegycsoport a Szent Oszvald-kápolnával, nyugatra a 603 méter magas Kreuzberg határolja.

## Története
1388-ban, „Assoh” néven említik először abban az oklevélben, amelyben Zsigmond király a borostyánkői uradalmat a Kanizsai családnak adja zálogba. 1392-ben a Kanizsaiak az uradalom tulajdonát is megkapták. A család tulajdonjogát megerősítő oklevélben Hamvasd „Asov” néven szerepel. A településen útvámot szedtek, Borostyánkő várának uradalmához tartozott. 1532-ben elpusztították a Kőszeg várát ostromló török sereget kísérő tatár segédhadak, de újjáépítették. 1580 körül lakói evangélikusok lettek. 1636-ban a település a Batthyány család birtoka lett. 1669-ben földesurai, Batthyány Pál és Kristóf, a települést a pinkafői uradalomhoz csatolták. Régi evangélikus iskolája 1859-ben épült. Önkéntes tűzoltó egyesületét 1908-ban alapították.
Vályi András szerint „ASSÁU. Középszerű német falu Vas Vármegyében, földes Ura Gróf Battyáni Uraság, lakosai katolikusok, fekszik a’ Pinkafeldi Uradalomban, jeles fekvése van, melly által jó módgya a’ kereskedésre; de mivel határja középszerű, ’s vagyonnyai sem nevezetesek, második Osztálybéli.”
Fényes Elek szerint „Assau, magyarositva ujabb időben Hamusd, német falu, fekszik Vas vmegye kőszegi járásának északnyugoti részén, az alsó ausztriai határszélen, hol Hammersdorf alsó ausztriai helységgel határos; különben határos keletrül: Treibitten, és Tauchen, délről Villersdorf, nyugotról Weinberg és Schönherr, – végre északról: Schmiraid, magyarországi és Hamersdorf alsó-ausztriai helységekkel; – a Pinkafői uradalomhoz tartozó csekély kiterjedésű helység, 17 3/8 jobbágy-üléssel, és ezt birja 45 jobbágy – 10 házas és 5 házatlan zsellér, kiknek öszves birtoka tesz 413 6/8 hold szántóföldet és 39 hold rétet; éghajlata zordon, minthogy fekvése Vas vgye legmagosabb pontjai közé tartozik, hegyektől környezve, a stajerországi Vechselhegy szomszédságába, honnét a tél hamar be szokott a rövid ősz után köszönteni, és csak Sz. György nap után szokott nyugodalmas szállásárul elbucsuzni, a miért is lakosai nem annyira silány terméseikbül, mint inkább a szomszéd Ausztria, és Stajerországokban gyakorolni szokott ludsertvés-, és házalló-kereskedésből szokták magokat és családjukat fenntartani, és vannak köztök többen, kik illy módon annyit szerezgetnek, hogy a tehetősb jobbágyok közé méltán számíthatnak.”
Vas vármegye monográfiája szerint „Hamvasd, 69 házzal és 537 róm. kath. és ág. ev. vallású, németajkú lakossal. Posta helyben, távirója Felső-Eör. Kápolnája nagyon régi. Szentélye gothikus, harangja a XIV. századból való.”
1910-ben 557, többségben német lakosa volt, jelentős cigány kisebbséggel. A trianoni békeszerződésig Vas vármegye Felsőőri járásához tartozott. 1921-ben Ausztria Burgenland tartományának része lett. Népiskolája 1957-ben épült.

## Nevezetességei

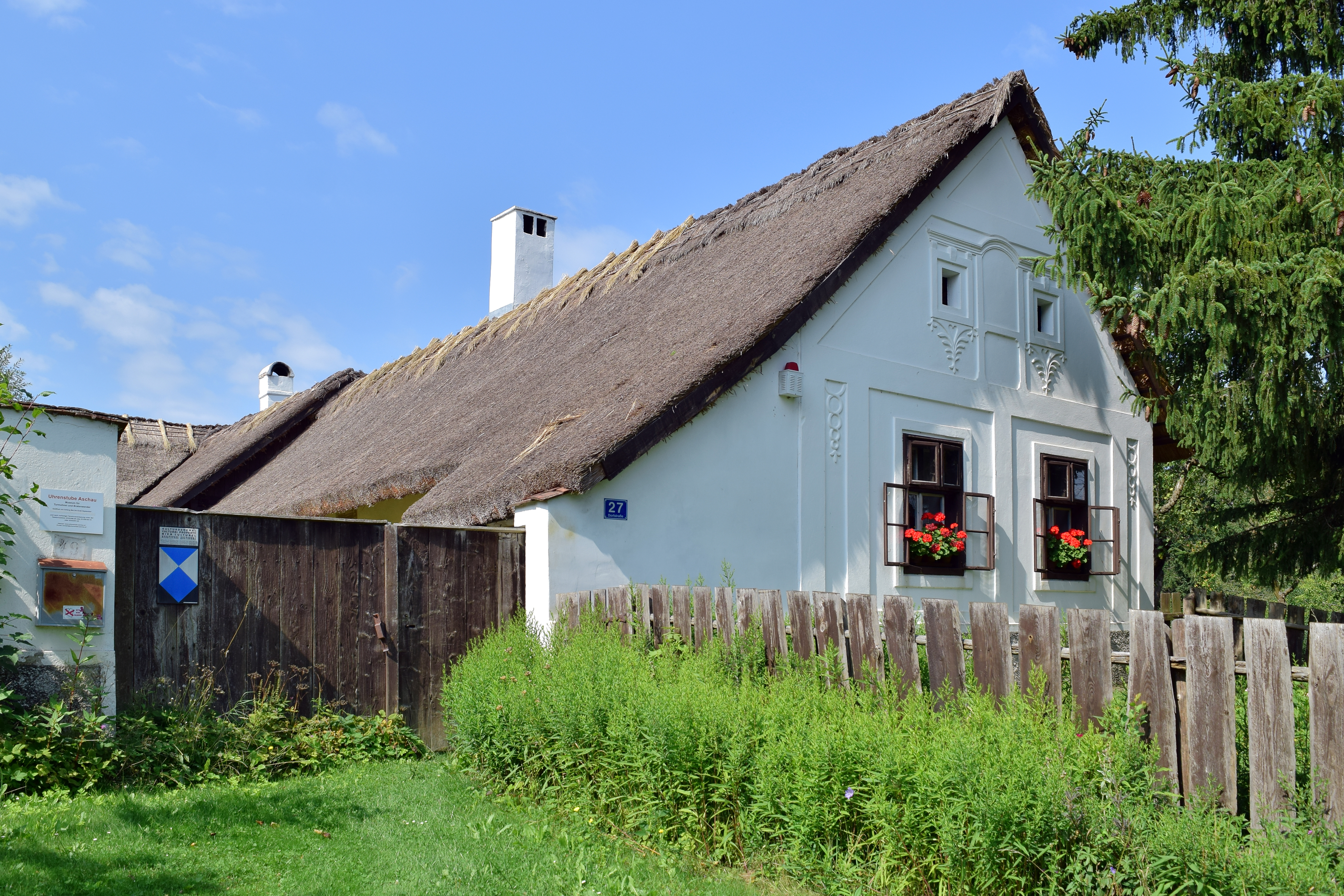
Óramúzeum

- Óramúzeumában toronyóra szerkezetek és pecsenyeforgatók gyűjteménye látható.